# Pristimantis bromeliaceus
Pristimantis bromeliaceus é uma espécie de anfíbio  da família Craugastoridae. Pode ser encontrada no Equador e Peru. Os seus habitats naturais são: regiões subtropicais ou tropicais húmidas de alta altitude. Está ameaçada por perda de habitat.